# Lukačovce
Lukačovce és un poble i municipi d'Eslovàquia. Es troba a la regió de Prešov, al nord del país.

## Història
La primera referència escrita de la vila data del 1543.

## Demografia
| Godina             | 1994 | 2004   | 2014   | 2024   |
| ------------------ | ---- | ------ | ------ | ------ |
| Nombre de persones | 502  | 507    | 465    | 443    |
| Diferència         |      | +0,99% | −8,28% | −4,73% |

| Godina             | 2023 | 2024   |
| ------------------ | ---- | ------ |
| Nombre de persones | 450  | 443    |
| Diferència         |      | −1,55% |